# Världsmästerskapen i bågskytte 2019
Världsmästerskapen i bågskytte 2019 arrangerades i 's-Hertogenbosch i Nederländerna mellan 10 och 16 juni 2019.

## Medaljsummering

### Recurve
| Gren                 | Guld                                            | Silver                                              | Brons                                                    |
| Individuellt, herrar | Brady Ellison USA                               | Khairul Anuar Mohamad Malaysia                      | Ruman Shana Bangladesh                                   |
| Individuellt, damer  | Lei Chien-ying Taiwan                           | Kang Chae-young Sydkorea                            | Choi Mi-sun Sydkorea                                     |
| Lag, herrar          | Kina Ding Yiliang Feng Hao Wei Shaoxuan         | Indien Atanu Das Pravin Ramesh Jadhav Tarundeep Rai | Sydkorea Kim Woo-jin Lee Seung-yun Lee Woo-seok          |
| Lag, damer           | Taiwan Lei Chien-ying Peng Chia-mao Tan Ya-ting | Sydkorea Chang Hye-jin Choi Mi-sun Kang Chae-young  | Storbritannien Sarah Bettles Naomi Folkard Bryony Pitman |
| Mixedlag             | Sydkorea Lee Woo-seok Kang Chae-young           | Nederländerna Sjef van den Berg Gabriela Bayardo    | Italien Mauro Nespoli Vanessa Landi                      |

### Compound
| Gren                 | Guld                                            | Silver                                             | Brons                                                 |
| Individuellt, herrar | James Lutz USA                                  | Anders Faugstad Norge                              | Kim Jong-ho Sydkorea                                  |
| Individuellt, damer  | Natalia Avdeeva Ryssland                        | Paige Pearce USA                                   | Jyothi Surekha Vennam Indien                          |
| Lag, herrar          | Sydkorea Choi Yong-hee Kim Jong-ho Yang Jae-won | Turkiet Süleyman Araz Evren Çağıran Muhammed Yetim | Nederländerna Peter Elzinga Sil Pater Mike Schloesser |
| Lag, damer           | Taiwan Chen Li-ju Chen Yi-hsuan Huang I-jou     | USA Cassidy Cox Paige Pearce Alexis Ruiz           | Indien Raj Kaur Muskan Kirar Jyothi Surekha Vennam    |
| Mixedlag             | Sydkorea Kim Jong-ho So Chae-won                | Frankrike Pierre-Julien Deloche Sophie Dodemont    | Taiwan Chen Chieh-lun Chen Yi-hsuan                   |

### Medaljtabell
*   Värdland ( Nederländerna)
| Nr                   | Nation               | Guld | Silver | Brons | Totalt |
| -------------------- | -------------------- | ---- | ------ | ----- | ------ |
| 1                    | Sydkorea             | 3    | 2      | 3     | 8      |
| 2                    | Kinesiska Taipei     | 3    | 0      | 1     | 4      |
| 3                    | USA                  | 2    | 2      | 0     | 4      |
| 4                    | Kina                 | 1    | 0      | 0     | 1      |
| 4                    | Ryssland             | 1    | 0      | 0     | 1      |
| 6                    | Indien               | 0    | 1      | 2     | 3      |
| 7                    | Nederländerna*       | 0    | 1      | 1     | 2      |
| 8                    | Frankrike            | 0    | 1      | 0     | 1      |
| 8                    | Malaysia             | 0    | 1      | 0     | 1      |
| 8                    | Norge                | 0    | 1      | 0     | 1      |
| 8                    | Turkiet              | 0    | 1      | 0     | 1      |
| 12                   | Bangladesh           | 0    | 0      | 1     | 1      |
| 12                   | Italien              | 0    | 0      | 1     | 1      |
| 12                   | Storbritannien       | 0    | 0      | 1     | 1      |
| Totalt (14 nationer) | Totalt (14 nationer) | 10   | 10     | 10    | 30     |